# Мехбаза (Лодєйнопольський район)
Мехбаза (рос. Мехбаза) — селище у Лодєйнопольському районі Ленінградської області Російської Федерації.
Населення становить 205 осіб. Належить до муніципального утворення Альоховщинське сільське поселення.

## Історія
Згідно із законом від 20 вересня 2004 року № 63-оз належить до муніципального утворення Альоховщинське сільське поселення.

## Населення
| 1990 | 1997 | 2007 | 2010 | 2014 | 2015 | 2016 |
| ---- | ---- | ---- | ---- | ---- | ---- | ---- |
| 336  | ↘265 | ↘216 | ↘202 | ↘201 | ↗210 | ↘205 |